# Villar del Olmo
Villar del Olmo es un municipio y localidad española de la Comunidad de Madrid. El término municipal tiene una población de 2277 habitantes (INE 2024).

## Geografía
El término municipal está situado en el este de la Comunidad de Madrid, en la comarca de Las Vegas. Su población es de 1849 habitantes (INE 2005) y tiene una superficie de 28 km². La renta per cápita en datos de 2003 es de 8452 €/hab.
Desde Madrid puede llegarse al pueblo por la A-3, salida 22 dirección a Campo Real por la M-209 o bien por la A-2 salida M-50 dirección Valencia y en la primera salida hacia Torrejón de Ardoz por la M-206. Continuar dirección Loeches, Pozuelo del Rey y Nuevo Baztán donde ya hay carteles dirección Villar del Olmo. También desde Alcalá de Henares se puede ir dirección Loeches pero con desvío hacia Villalbilla, Varverde de Alcalá, Nuevo Baztán, y el siguiente pueblo es Villar del Olmo. Desde Alcalá de Henares hasta Villar del Olmo hay 24 km.

## Historia
Repoblado por Segovia en la Reconquista, entre el 25 de marzo de 1190 y 1214, formaría parte del Sexmo de Tajuña, perteneciente a la Comunidad de Ciudad y Tierra de Segovia, en 1214 pasaría a la silla del Arzobispado de Toledo y en consecuencia a la Comunidad de Villa y Tierra de Alcalá de Henares.
Hacia mediados del siglo XIX, la villa tenía contabilizada una población de 581 habitantes. Aparece descrita en el decimosexto volumen del Diccionario geográfico-estadístico-histórico de España y sus posesiones de Ultramar de Pascual Madoz de la siguiente manera:

VILLAR DEL OLMO: v. con ayunt. de la prov. y aud. terr. de Madrid (7 leg.), part. jud. de Alcalá de Henares (4), c. g. de Castilla la Nueva, dióc. de Toledo (16). sit. al O. de un cerro de bastante elevacion y en frente de otro igualmente alto; reinan los vientos N., y su clima es templado y saludable. Tiene 80 casas de mediana fáb. distribuidas en 9 calles y una plaza; casa de ayunt., cárcel, una posada de propios, escuela de primeras letras comun á ambos sexos, dotada con 1,640 rs., y una igl. parr. (Ntra. Sra. de los Angeles) con curato de primer ascenso y de provision ordinaria; cementerio bien situado, y varias fuentes esparcidas por el térm.: este confina N. Nuevo-Bastan; E. Olmeda de la Cebolla; S. Ambite y Orullo, y O. Valdilecha y Pozuelo del Rey. se estiende 1 leg. de N. á S. y 1 1/2 de E. a O., y comprende 3 montes de chaparro, roble y tomillo, titulados Llanillo, Nuevo-Castaños y Almunia; abundante viñedo y diferentes olivares; le cruza un pequeño arroyo que desemboca en el r. Tajuña junto al pueblo de Ambite. El terreno es de mediana calidad. caminos: los locales y medianos. El correo se recibe en la cab. del part. por balijero. prod.: trigo, cebada, centeno, avena, garbanzos, almortas, yeros, patatas, judias, cáñamo, vino y aceite; mantiene ganado lanar, vacuno y mular, y cria caza de liebres, conejos y perdices. pobl.: 90 vec., 537 alm. cap. prod.: 2.994,690 rs. imp.: 131,620. contr. 9'65 por 100.
(Madoz, 1850, p. 246)

## Demografía
Cuenta con una población de 2277 habitantes (INE 2024).
| Gráfica de evolución demográfica de Villar del Olmo entre 1842 y 2021                                                 |
| |
| Población de derecho según los censos de población del INE. Población de hecho según los censos de población del INE. |

## Transporte público
El municipio tiene tres líneas de autobús y solamente una de ellas tiene conexión directa con Madrid capital, teniendo la cabecera en el Intercambiador de Avenida de América. Las tres líneas son operadas por ALSA y son estas: 
| Línea | Recorrido                                                    |
| ----- | ------------------------------------------------------------ |
| 260   | Alcalá de Henares - Ambite - Orusco                          |
| 261   | Madrid (Avenida de América) – Nuevo Baztán - Villar del Olmo |
| 321   | Arganda del Rey (Hospital) – Villar del Olmo                 |

## Educación
En Villar del Olmo hay una guardería pública y un colegio público para la educación primaria.

## Fiestas
- 5 de febrero: Santa Águeda.
- 15 de mayo: San Isidro (patrón).
- 15 de septiembre: Nuestra Señora de la Soledad (fiestas patronales). El tercer sábado del mes de septiembre se celebra dicha fiesta-